# Formica kollari
Formica kollari är en myrart som beskrevs av Oswald Heer 1867. Formica kollari ingår i släktet Formica och familjen myror. Inga underarter finns listade i Catalogue of Life.